# Бронницкий переулок
Бро́нницкий переу́лок (название утверждено 27 января 1967 года) — небольшой переулок в Москве, на территории района Нижегородский Юго-Восточного административного округа.
Переулок проходит от Бронницкой улицы до разворота под Карачаровским путепроводом, с поворотом под прямым углом посередине. Длина переулка всего 300 метров.

## Происхождение названия
Район был застроен в составе города Перово, в то время переулок носил название 3-я Подмосковная улица. В 1960 году территория города Перово была включена в состав Москвы. 27 января 1967 года старое название было упразднено с целью устранения одноимённости улиц в других населённых пунктах, вошедших в состав Москвы, переулок получил новое название Бронницкий по подмосковному городу Бронницы в связи с расположением на юго-востоке Москвы. Название было дано одновременно с Бронницкой улицей, которая до этого называлась 2-й Подмосковной.

## Транспорт

### Наземный транспорт
По переулку общественный транспорт не ходит.
Недалеко от конца переулка, под Карачаровским путепроводом, расположена конечная остановка автобусов м7, 766, 805 метро «Стахановская».

### Ближайшая станция метро
- Стахановская